# Stratiomys nigriventris
Stratiomys nigriventris är en tvåvingeart som först beskrevs av Friedrich Hermann Loew 1866.  Stratiomys nigriventris ingår i släktet Stratiomys och familjen vapenflugor. Inga underarter finns listade i Catalogue of Life.